# Stići prije svitanja
Stići prije svitanja je jugoslavenski partizanski film iz 1978. godine u režiji Aleksandra Đorđevića.
Scenarij za film, autora Vlastimira Radovanovića, nastao je prema motivima iz romana Paška Romca, „Bekstvo sa robije” (1951.), te feljtona Stanke Veselinov „Izvan zidina” (objavljenog u novosadskom Dnevniku 1976. godine).

## Radnja
Uoči rata u Jugoslaviji, 32 komunista spremaju se na bijeg iz zatvora u Srijemskoj Mitrovici. Počinju kopati tunel, ali posao ide sporo zbog niza otegotnih okolnosti kao što su prepreke, podzemne vode, preseljenje u drugu zgradu, pojava izdajica, otežana komunikacija s pomagačima izvan zatvora. Na kraju, uz pomoć ilegalke i grupe skojevaca, uspijevaju pobjeći, prebaciti se u brda, a zatim sudjelovati u osnivanju Prvog fruškogorskog odreda.

## Uloge
| Glumac                   | Uloga             |
| ------------------------ | ----------------- |
| Velimir Bata Živojinović | Obren             |
| Radoš Bajić              | Miloš Jovanović   |
| Zlata Numanagić          | Vera              |
| Čedomir Petrović         | Tonči             |
| Branko Đurić             | Velja             |
| Slobodan Dimitrijević    | Ivan Strboder     |
| Velimir Životić          | Upravnik zatvora  |
| Ljubiša Samardžić        | Kosta             |
| Miodrag Krstović         | Paja              |
| Bekim Fehmiju            | Esad Ljumi        |
| Ivan Jagodić             | Arsen             |
| Peter Karsten            | Major Kramer      |
| Ramiz Sekić              | Jozo              |
| Vladan Živković          | Kuzman            |
| Bora Todorović           | Svetozar Vujković |
| Stevan Gardinovački      | Mija „Mečkar”     |
| Mirko Babić              | Mijin prijatelj   |
| Stevan Minja             | Štef              |
| Faruk Begoli             | Doktor            |
| Toma Jovanović           | Uča               |
| Miloš Kandić             | Matori            |
| Marinko Šebez            | Steva             |
| Rade Kojadinović         | Živa              |
| Veljko Marinković        | Petronije         |
| Dušan Vujnović           | Narednik          |
| Predrag Milinković       | Stražar           |
| Velimir Subotić          | Šuster            |
| Borivoje Bora Stojanović |                   |
| Tihomir Pleskonjić       | Dirigent orkestra |
| Mirjana Gardinovački     | Poseta            |
| Zoran Miljković          | Agent u bolnici   |
| Strahinja Mojić          | Stražar u bolnici |
| Duda Radivojević         |                   |
| Dragiša Šokica           |                   |
| Feđa Tapavički           |                   |
| Vasa Vrtipraški          |                   |

## Zanimljivosti
- Film se temelji na istinitom događaju koji se zbio 22. kolovoza 1941., kada je grupa od 32 komunistička zatvorenika pobjegla iz srijemsko-mitrovačkog zatvora. Osim ovog filma, 1968. godine snimljen je i film o ovom događaju pod nazivom „Bekstva” redatelja Radoša Novakovića.
- Film je prikazan na 25. Pulskom filmskom festivalu (26. srpnja – 2. kolovoza 1978.)
- Stevan Gardinovački osvojio je Zlatnu arenu za mušku epizodnu ulogu na Pulskom filmskom festivalu (1978.)[2]

## Vanjske poveznice
- Arrive Before Daybreak (1978.) u internetskoj bazi filmova IMDb-a